# د هویلند کامت
دی هاویلند کامت (به انگلیسی: de Havilland Comet) نخستین هواپیمای جت تجاری در جهان بود. نمونه اولیهٔ این هواپیما با نام «کامت ۱» نخستین‌بار در سال ۱۹۴۹ به پرواز درآمد. این هواپیما توسط شرکت د هویلند در هتفیلد، انگلستان طراحی و ساخته شد. طراحی آئرودینامیکی منحصر به فرد با چهار موتور سری هالفورد اچ۲ روی بال‌ها، فشار مناسب کابین و پنجره‌های بزرگ مربعی‌شکل، از ویژگی‌های این هواپیما بود. در سال ۱۹۵۲، طراحی بدنه و محیط نسبتاً آرام کابین مسافری این هواپیما، مطلوب و امیدوارکننده به نظر می‌رسید.
با این حال، یک‌سال پس از ورود این هواپیما به خطوط هوایی، حوادث ناگواری و ناشناخته‌ای رخ داد که طی آن ۳ فروند کامت، در ۱۲ ماه از بین رفت. دو مورد از این حوادث ناشی از درهم‌شکستن بدنه بود که بر اثر خستگی فلز در هواپیما رخ داد. این پدیده تا آن زمان هنوز به درستی برای دانشمندان قابل درک نبود. حادثهٔ سوم به علت افزایش فشار داخل هواپیما حین پرواز رخ داده بود که آن نیز به دلیل تغییرات شدید آب و هوایی اتفاق افتاد. پس از آن کامت برای مدتی از خدمت کنار گذاشته شد و مورد آزمایش قرار گرفت. در نهایت علت این حوادث نوع طراح و ساخت بدنهٔ هواپیما عنوان شد؛ که از جملهٔ آن‌ها می‌توان به تمرکز شدید فشار در گوشه‌های پنجره‌های مربعی اشاره کرد که باعث درهم‌شکستن بدنه می‌شد. در نتیجه طراحی کامت به صورت گسترده تغییر کرد و پنجره‌های بیضی‌شکل جایگزین شد. همچنین در بدنه نیز تغییراتی انجام شد تا بدنه حائز ساختاری قوی‌تر باشد. پس از آن بود که دیگر شرکت‌های تولیدکننده هواپیما، این تغییرات را در طراحی‌های خود مورد توجه قرار دادند.
اگرچه فروش کامت هیچ‌وقت وضعیت خوبی پیدا نکرد اما کامت ۲ و نمونه اولیهٔ کامت ۳ که در سال ۱۹۵۸ به سری کامت ۴ ارتقاء یافت برای سه دهه مورد استفاده قرار گرفت. کامت همچنین برای خدمات نظامی همچون VIP، حمل و نقل پزشکی و مسافربری و نظارتی به کار گرفته شد.
بزرگترین تغییرات در مدلی انجام شد که منجر به ساخت هواپیمای گشت دریایی به نام هاوکر سیدلی نیمراد شد. این هواپیما تا سال ۲۰۱۱ در خدمت نیروی هوایی سلطنتی انگلستان بود؛ بیش از ۶۰ سال پس از نخستین پرواز کامت.

## نگارخانه

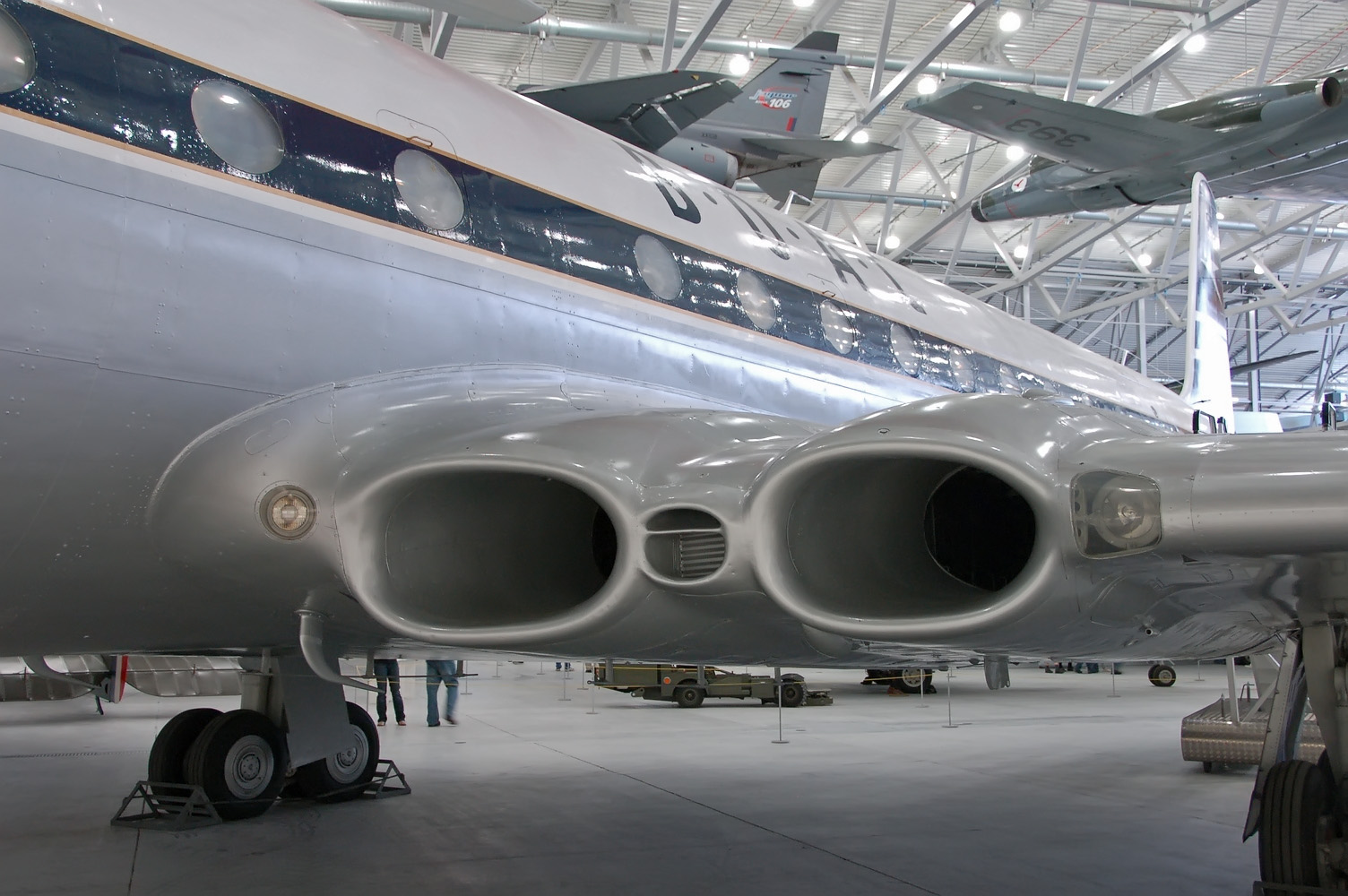
کامت ۴
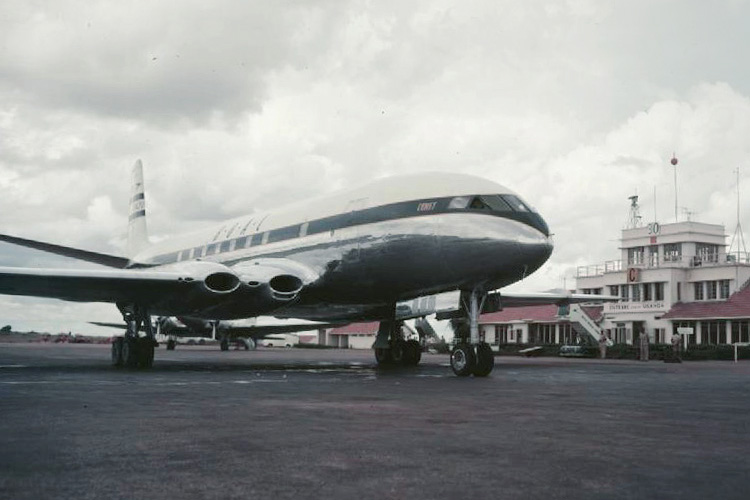
کامت ۱ متعلق به شرکت BOAC - سال ۱۹۵۲
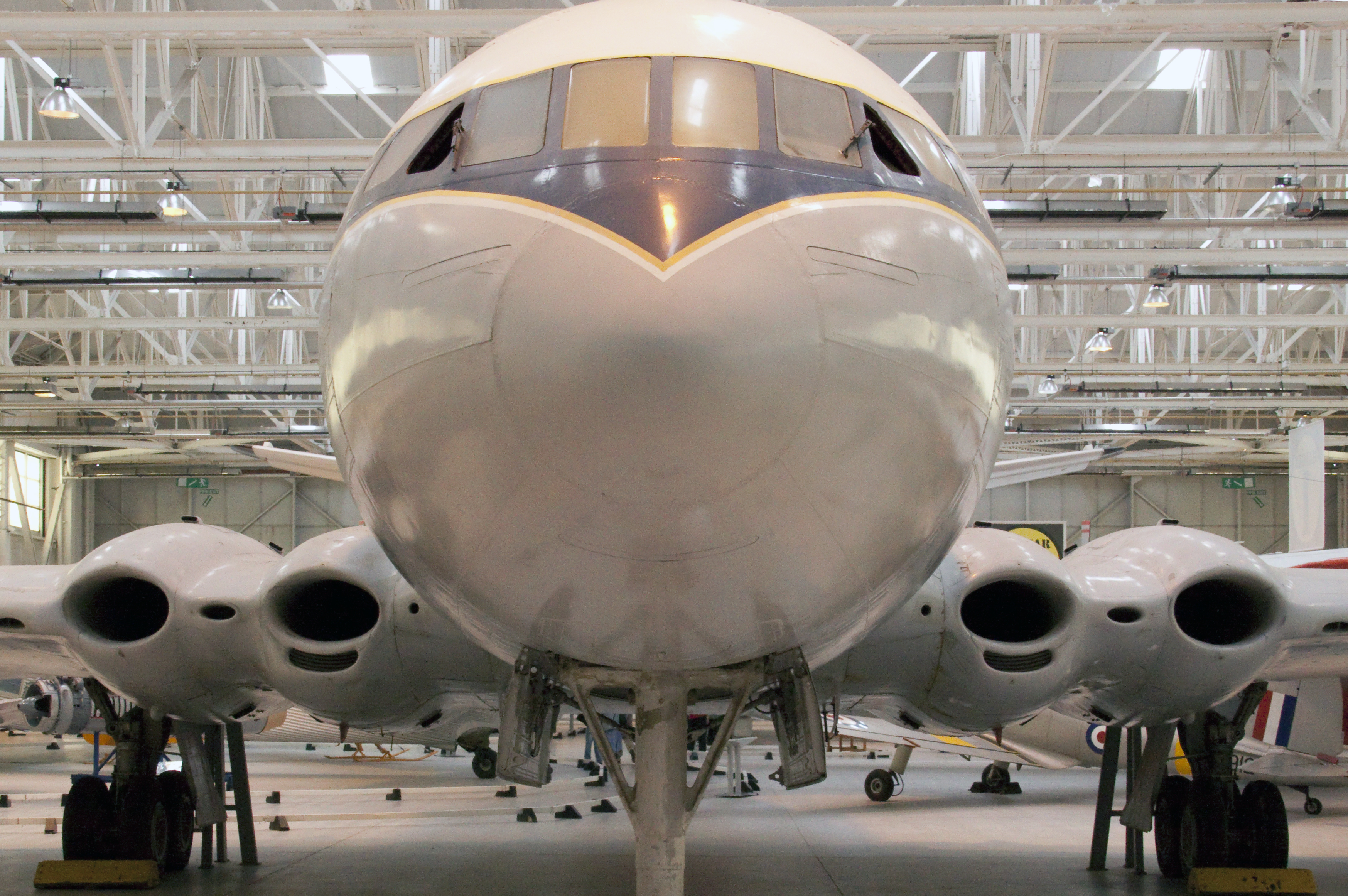
موتورهای منحصر به فرد کامت ۱ با نام هالفورد اچ-۲
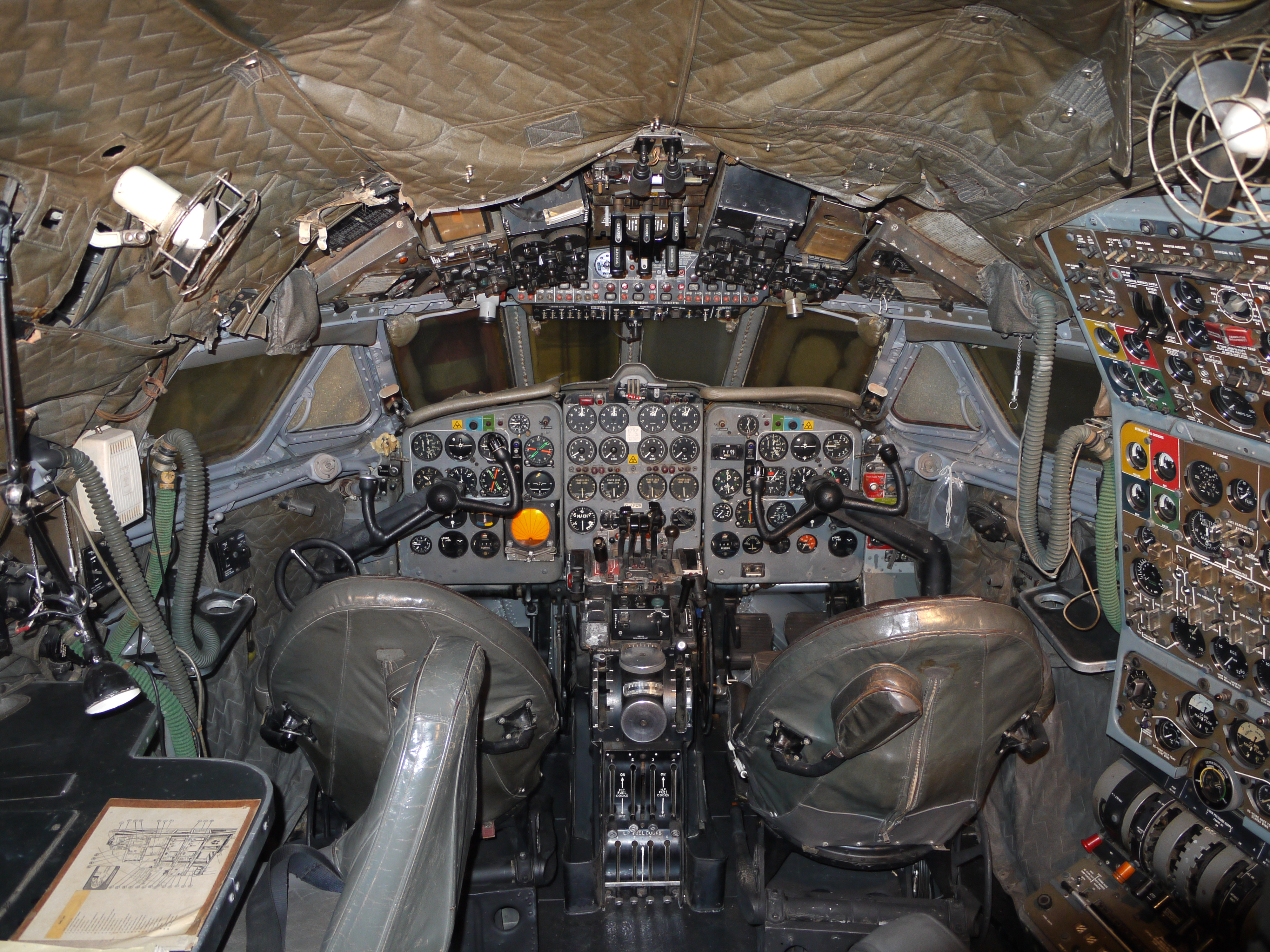
کاکپیت کامت ۴
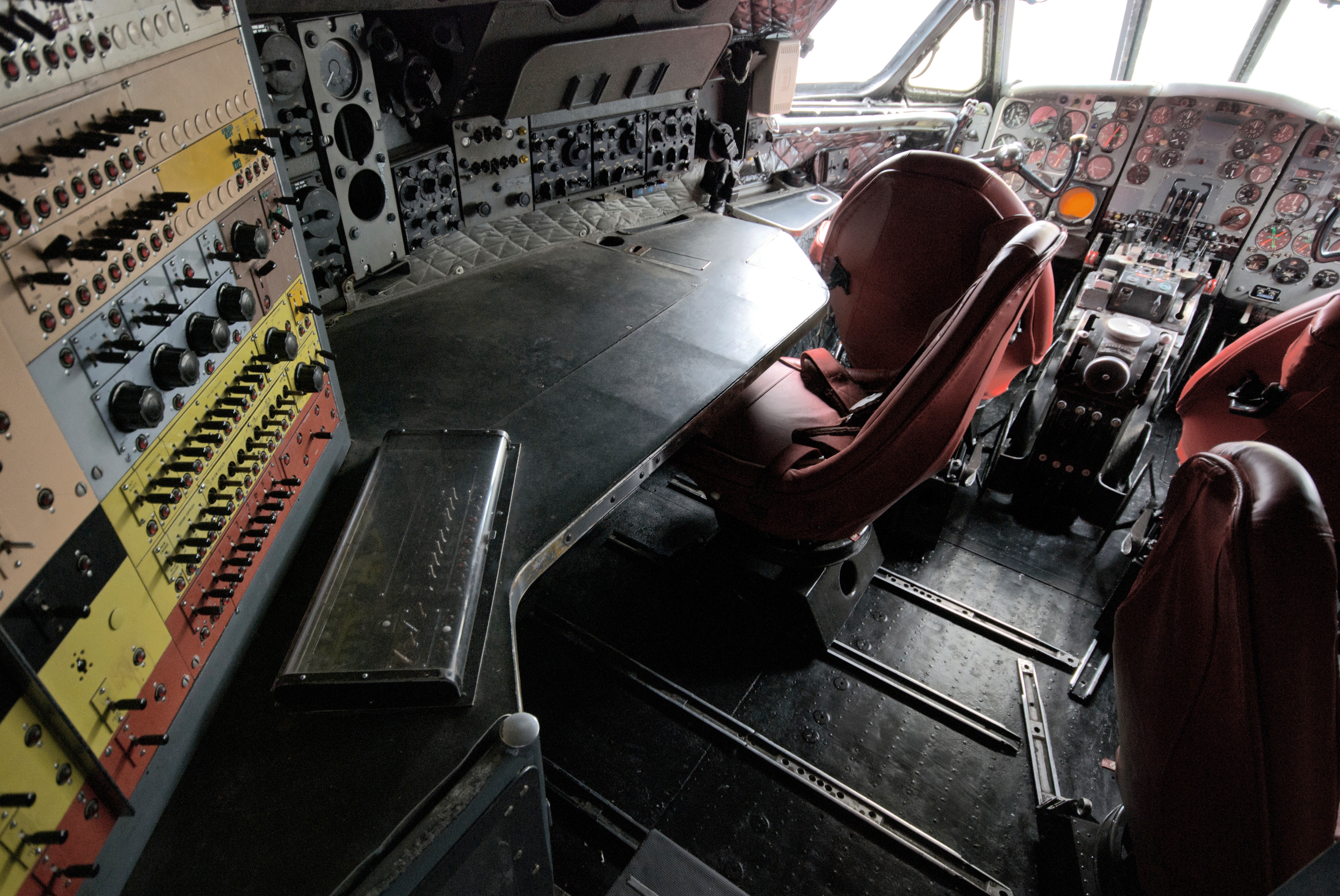
کاکپیت کامت ۴

## منابع

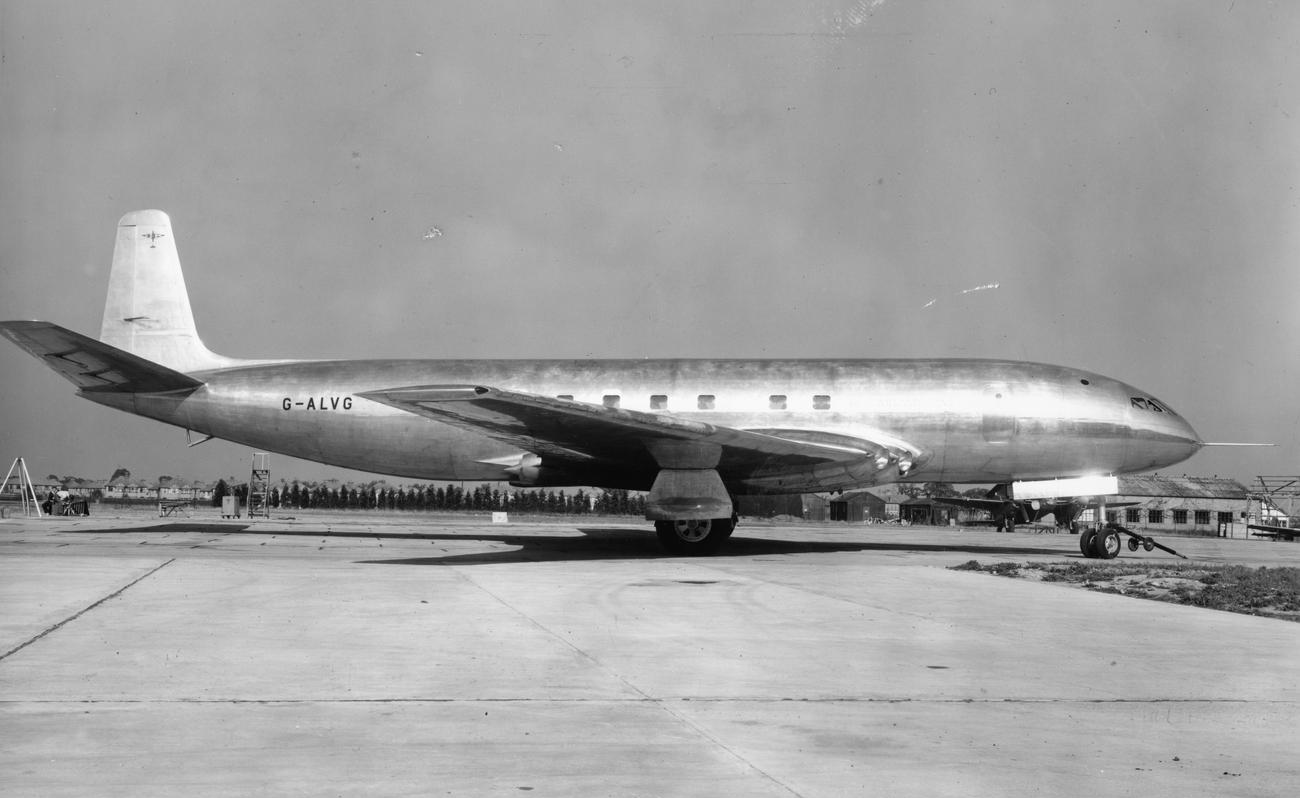
نخستین نمونهٔ کامت در هتفیلد که پنجره‌های مربعی آن مورد توجه است.